# Mol (LKW)
Mol Cy. NV ist ein Fahrzeugbauunternehmen mit Sitz in Hooglede in der belgischen Provinz Westflandern. Zum Herstellungsprogramm gehören Schwerlastzugmaschinen, Wasserwerfer und andere Sonderfahrzeuge sowie Auflieger und Aufbauten für Lastkraftwagen. 1978 wurden sämtliche Baulizenzen des ehemaligen, französischen Herstellers Willème übernommen.

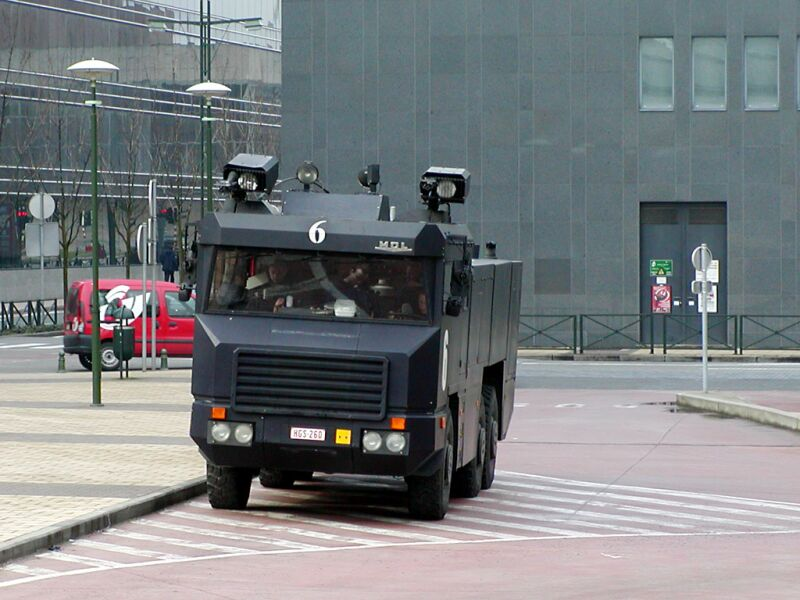
MOL-Wasserwerfer

Mol beschäftigt knapp 300 Arbeitnehmer und hat einen Jahresumsatz von 37 Millionen Euro. Tochterfirmen sind in der Entsorgungstechnik und in der Metallverarbeitung tätig. Die gesamte Firmengruppe beschäftigt ungefähr 500 Mitarbeiter.